# Slave Lake Airport
Slave Lake Airport är en flygplats i Kanada. Den ligger i den centrala delen av landet, 2 900 km väster om huvudstaden Ottawa. Slave Lake Airport ligger 582 meter över havet. Den ligger vid sjön Lilla Slavsjön.
Terrängen runt Slave Lake Airport är huvudsakligen platt, men åt sydväst är den kuperad. Trakten runt Slave Lake Airport är nära nog obefolkad, med mindre än två invånare per kvadratkilometer.. Närmaste större samhälle är Slave Lake, 1,2 km söder om Slave Lake Airport.
I omgivningarna runt Slave Lake Airport växer i huvudsak blandskog.